# エフエムたつごう
エフエムたつごうは、鹿児島県大島郡龍郷町と奄美市の各一部地域を放送区域として超短波放送（FM放送）をする特定地上基幹放送事業者である特定非営利活動法人コミュニティらじおさぽーたが保有する特定地上基幹放送局の呼出名称である。
コミュニティらじおさぽーたはエフエムたつごうを愛称としてコミュニティ放送をしている。

## 概要
2014年（平成26年）開局。これにより、奄美大島の全市町村にコミュニティ放送局（中継局を含む。）が設置された。
放送エリアは龍郷町および奄美市の一部。
24時間放送をしている。自主制作番組のほか、MBCラジオ、エフエムうけん、エフエムせとうち、そして、エフエム鹿児島（μFM）の番組も一部放送している。
μFMの放送回線受入体制が整っているのは、奄美群島内ではエフエムたつごうだけであり、FMうけんへのμFMの番組の中継は、当局を経由して行われる。

## 沿革
- 2013年（平成25年）1月23日 - 特定非営利活動法人コミュニティらじおさぽーた設立の認証
- 2014年（平成26年）
  - 1月21日 - 特定地上基幹放送局の予備免許取得
  - 5月21日 - 特定地上基幹放送局の免許取得[2]
  - 5月24日 - 開局
- 2015年（平成27年）4月1日 - エフエムたつごうで同時放送するμFMの番組をFMうけんに中継開始
- 2019年（平成31年）4月1日 - MTIのインターネットラジオListenRadioの配信を開始。

## 番組
- なまらが生放送（月 - 金 10:00 - 10:30）生放送
- アイランドブリーズアマミ（月 17:30 - 18:00）
- おしゃべり喫茶まちゃこ（火 15:30 - 16:00）
- 南弘祐和の自叙伝　夢の糸を紡ぐ（水 15:30 - 16:00）
- りょうたろープレゼンツGA880（水 17:30 - 18:00）
- ハマリンチュンジャカナワンド（木 15:30 - 16:00）
- わんweekたつごう～（金 15:30 - 16:00）生放送
- ワンジーの放送委員会（金 17:30 - 18:00）
- Music Time
- すぐリク（月 - 金・土 12:00 - 13:00）リクエスト受付から楽曲送出までを完全自動化した番組であり、リクエスト受付順に放送される。